# 宁海路
宁海路是位于中国江苏省南京市鼓楼区的一条南北向街道，1930年代开辟。北起江苏路广场，南到随家仓（广州路）。与之交汇的道路有：江苏路、山西路、四卫头、珞珈路、颐和路、莫干路、牯岭路、北阴阳营、北京西路、天目路、武夷路、苏州路、华新巷、三省里、南阴阳营、汉口西路、北东瓜市、南东瓜市等。

## 建筑
- 2号，马鸿逵公馆旧址，今部队住宅，列为南京市文物保护单位[1]
- 5号，马歇尔公馆旧址，今南京军区司令部住宅 ，列为江苏省文物保护单位[1]
- 11号，蒋锄欧旧居，列为重要近现代保护建筑
- 14号，原巴西大使馆旧址，列为南京市文物保护单位[1]
- 15号，黄仁霖旧居，列为重要近现代保护建筑
- 17号，刘嘉树旧居，列为重要近现代保护建筑
- 122号（南段西侧），南京师范大学（原金陵女子大学，兴建于1923年），列为全国重点文物保护单位
- 169号，南京宁海中学

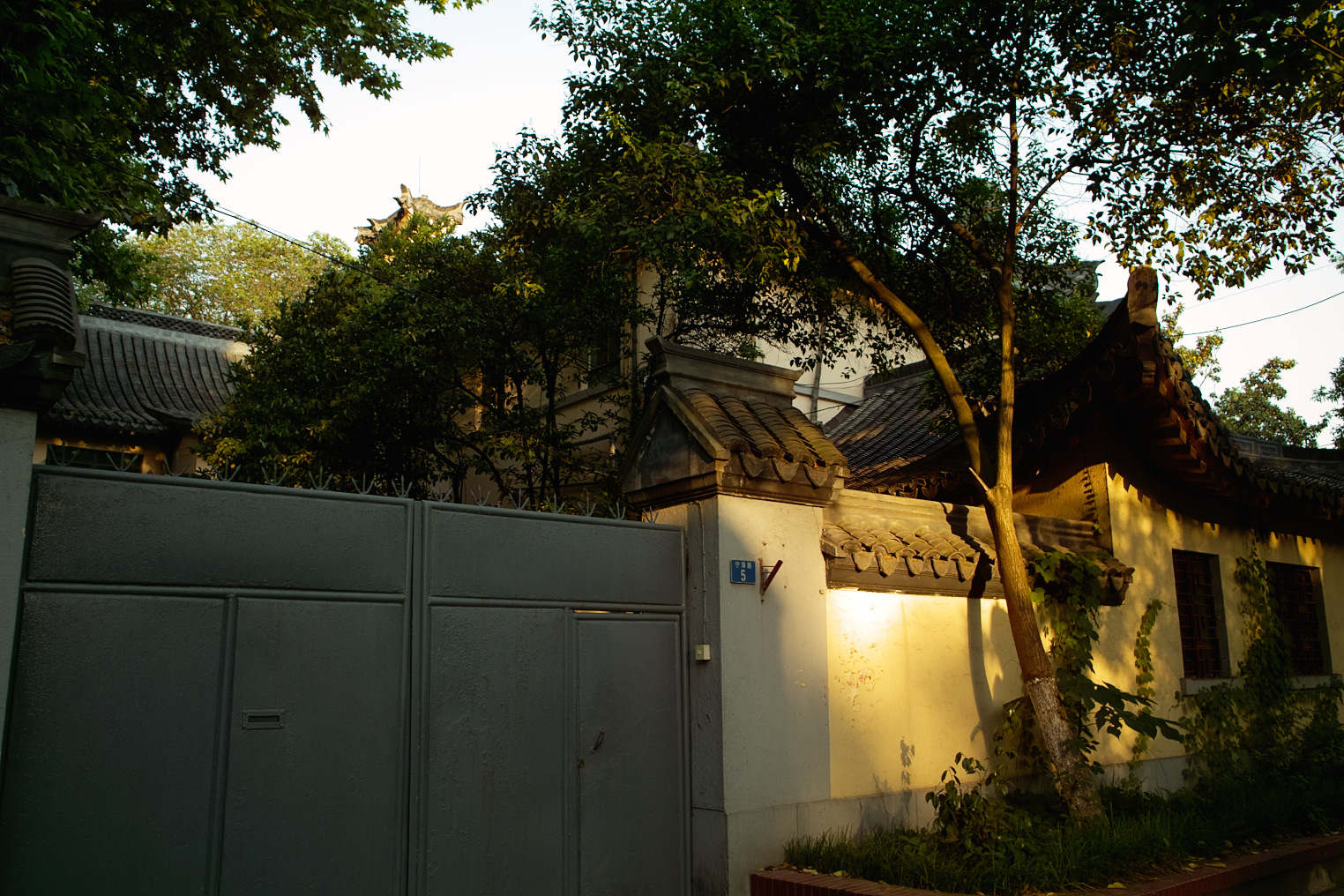
宁海路5号